# 40 CTC
Le 40 CTC (sigle de l'anglais Cased Telescoped Cannon, canon à munitions télescopées en français) est un canon de 40 mm à tir rapide utilisant des munitions télescopées. Son développement a été entrepris en 1994 par le consortium CTA International. Le canon 40 CTC fait partie intégrante du système d'armes CTAS (Cased Telescoped Armament System) comprenant un chargement automatique, la motorisation de pointage et des calculateurs d'asservissement.

## Historique

### Développement
Les sociétés BAE Systems et Nexter se sont rapprochées au début des années 1990 pour développer une arme capable de tirer un nouveau type de projectile, la munition télescopée. Une société commune est créée dans ce but le 18 octobre 1994, Cased Telescoped Armament International. Son siège social est situé à Versailles et ses installations à Bourges comprennent, en 2013, une soixantaine d'employés.
Un système d'armes complet est développé en calibre 40 mm, avec l'attribution continue de financements par les sociétés mères et les autorités nationales, le MoD (Ministry of Defence) et la DGA (Direction générale de l'Armement).
Une déclaration d’intention franco-britannique est signée le 20 octobre 2008 et un arrangement technique le 10 septembre 2009. La qualification des munitions s'étale entre 2013 et 2016.

## Caractéristiques
Le 40 mm CTC est caractérisé par une relative légèreté et un faible encombrement de l’affût, ainsi que par le volume modéré des munitions. Le canon est doté d'une culasse rotative, d'un frein de bouche et d'un manchon anti-arcure. Il peut tirer au coup par coup ou par rafales, en pointant en site de −10° à +85°. Cette dernière capacité lui permet d'engager des aéronefs mais également des cibles en hauteur, dans les étages supérieurs d'immeubles ou sur les sommets de montagnes.

## Munitions

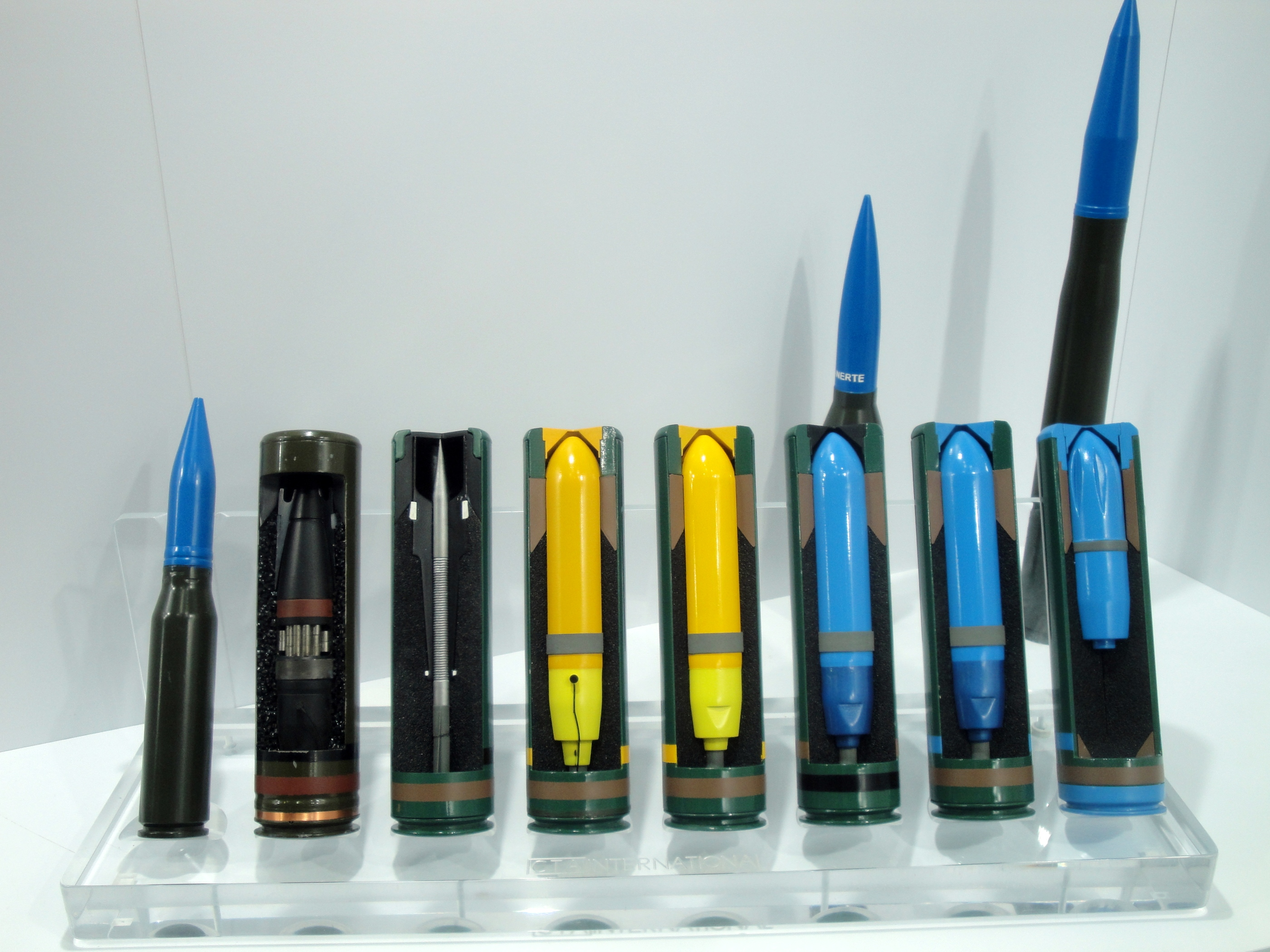
Munitions télescopées pour le canon 40 CTC

Les munitions ont une longueur de 255 mm et un diamètre de 65 mm à la base de la cartouche. La masse totale d’une munition est de 2 kg dont 550 à 980 g pour le projectile. L'encombrement est légèrement supérieur à celui d'une munition de 25 mm. La faible taille de la 40 mm CT permet l'emport d'un plus grand nombre d'obus à volume égal, par rapport aux autres projectiles de 40 mm.

### Munitions télescopées de65 × 255mmdéveloppées pour le système d'armes CTAS
- OFLT (Obus FLèche Traceur) : un obus-flèche en alliage de tungstène, il est capable de perforer 140 mm d'acier à blindage (plaque de 70 mm d'épaisseur sous une incidence de 60°) à une portée de 1 500 m. Sa vitesse initiale est de 1 500 m/s pour une portée pratique de 2 500 m. Des obus-flèches ont atteint une portée de 40 km au cours de tirs d'essai lorsque le canon était pointé en site à +45°.
- PPM CHR (Projectile Perforant Multiple Chronométrique) : un obus antiaérien à fusée programmable, préfragmenté, il détone à proximité de sa cible en projetant 200 billes de tungstène. Il est aussi efficace au sol contre les fantassins. Sa vitesse initiale est de 900 m/s pour une portée pratique de 4 000 m.
- BOAT (Boulet Ogivé Acier Traceur) : un boulet perforant de 980 g ayant une vitesse initiale de 1 000 m/s. Il représente une alternative moins coûteuse à l'obus-flèche contre les blindés légers, il peut également être utilisé contre les structures non cohérentes telles que les bunkers et les murs en terre crue.
- OET CHR (Obus Explosif Traceur Chronométrique) : un obus explosif à fragmentation possédant une fusée multimode programmable pour fonctionner par contiguïté, à l'impact, ou avec un retard permettant la pénétration de l'obus avant son explosion. À 1 000 m, il est capable de traverser 210 mm de béton ou 15 mm d'acier à blindage. Sa vitesse initiale est de 1 000 m/s pour une portée pratique de 2 500 m.
- OET (Obus Explosif Traceur ) : un obus explosif à fragmentation détonant à l'impact. À 1 000 m, il est capable de traverser 210 mm de béton ou 15 mm d'acier à blindage. Sa vitesse initiale est de 1 000 m/s pour une portée pratique de 2 500 m.
- OXT (Obus d’eXercice Traceur) : munition d'entraînement, son projectile inerte possède la même balistique que les munitions GPR-PD-T and GPR-AB-T. Sa vitesse initiale est de 1 000 m/s pour une portée maximale de 8 500 m.
- OXT GAB RED (Obus d’eXercice Traceur Gabarit Réduit) : munition d'entraînement à portée réduite, son projectile inerte possède la même balistique que les munitions GPR-PD-T et GPR-AB-T. Sa vitesse initiale est supérieure à 1 000 m/s pour une portée maximale ne dépassant pas les 6 500 m.
- KEAB (Kinetic Air Burst) [nommé A3B (Anti Aerial AirBurst) en France] est un obus intelligent qui en explosant, expulse 200 billes de tungstène à la manière d’un shrapnel, mais peut orienter la direction de la gerbe de billes. Cette capacité permettrait à la munition KEAB d’aveugler les véhicules blindés en détruisant les capteurs dont ils sont de plus en plus dépendants[6].

## Intégration

### Véhicules
Trois engins blindés développés pour la British Army et l'Armée de terre devaient être équipés du 40 CTAS :
- Le MCV-80 Warrior : ce véhicule de combat de l'infanterie devait recevoir dans le cadre d'une rénovation de 275 engins entre 2021 et 2029 une nouvelle tourelle armée du 40 CTAS. Le 22 mars 2021, le gouvernement britannique a annoncé  l'abandon de ce programme de mise à niveau[7].
- Le General Dynamics Ajax, véhicule blindé et chenillé de reconnaissance et de combat[8], 245 prévus avec cette arme en date de 2021.
- L'engin blindé de reconnaissance et de combat (EBRC) français[9] est doté de la tourelle T-40, 300 pour l'Armée de terre, 60 pour la Composante terre de l'Armée belge et 38 pour l'Armée luxembourgeoise.

### Tourelles

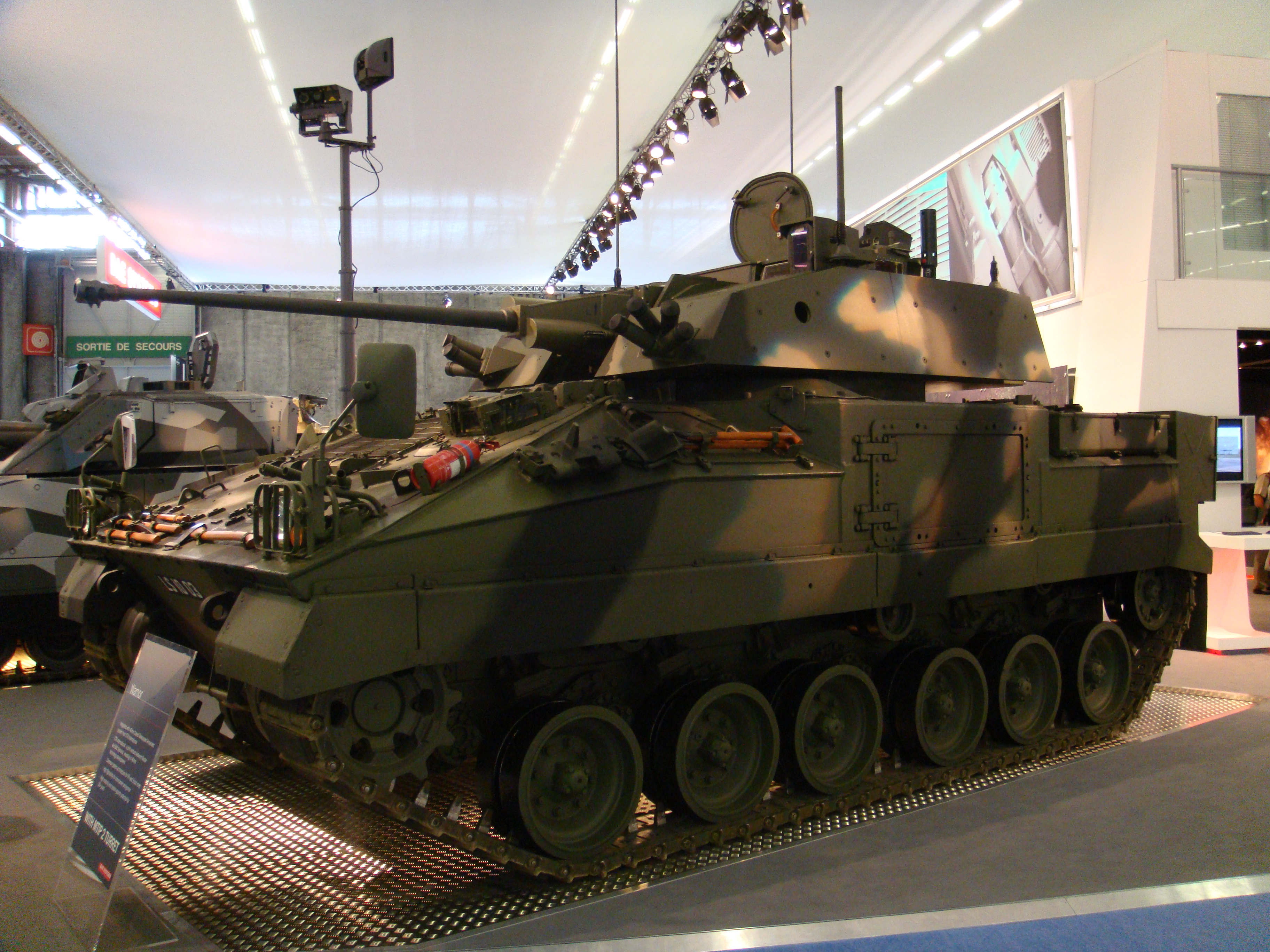
Un MCV-80 Warrior avec un tourelle MTIP2.

- TOUTATIS (tourelle téléopérée à armement et munitions télescopées intégrées), prototype de tourelle téléopérée[10]
- T-40, tourelle avec deux membres d'équipage,conçue par Nexter, destinée à l'E.B.R.C Jaguar [11]
- Tourelle MTIP2 Lockheed Martin, tourelle habitée mise au point pour la modernisation du MCV-80 Warrior
- RAPIDFire, tourelle de lutte antiaérienne conçue par Thales[12]. Une version navale est présentée en 2018[13].

## Commandes
À l'occasion de la RUSI Land Warfare Conference, le secrétaire de la Défense du Royaume-Uni a annoncé le 1er juillet 2015 la signature par le ministère de la Défense d'un contrat de 150 millions de livres sterling. La commande porte sur 515 canons destinés à équiper les véhicules de combat Warrior et Ajax (ex Scout).
À la suite de l'abandon du programme de mise à niveau des blindés Warrior, il est spéculé en avril 2021 que les canons excédentaires d'une valeur de 70 millions de livres sterling devraient être remis en vente.
Le dernier des 515 canons construits au total pour le Royaume Uni est livré le 25 novembre 2021 avec sept mois d'avance. Le programme Ajax, qui est à cette date la seule plate-forme de la British Army prévue pour être équipée avec ceux-ci est à cette date sur la sellette à la suite de vibrations excessives.